# Verlag Vopelius
Der Verlag Vopelius ist ein deutscher Verlag mit Sitz in Jena. Das Verlagshaus ist auf die Veröffentlichungen von  Publikationen mit den Schwerpunkten Regional- und Landesgeschichte Jena und Thüringen sowie zu gesundheitlichen Themen spezialisiert. 

## Geschichte
Das Unternehmen wurde 2005 vom Jenaer Verleger Bernd Rolle gegründet. Der Verlagsname bezieht sich auf das zwischen 1891 und etwa 1947 existierende Unternehmen Verlag von Bernhard Vopelius, dessen Namensrechte von Rolle im Jahr 2004 erworben wurden.